# Onat Kutlar
Mehmet Arif Onat Kutlar (Alanya, 25 de janeiro de 1936 — Istambul, 11 de janeiro de 1995) foi um proeminente escritor e poeta turco, fundador da Türk Sinematek Derneği (cinemateca turca) e co-fundador do Festival Internacional de Cinema de Istambul.

## Biografia
Onat Kutlar nasceu em Alanya, na costa mediterrânica da Anatólia. Era neto de Arif Paşa, um governador otomano e filho de Meliha Hanim e de Ali Riza Bey, um juiz penal no início da República Turca e posteriormente agricultor.
Cresceu na cidade de Gaziantep, estudou Direito na Universidade de Istambul e Filosofia em Paris. O seu livro Ishak, de 1959, composto de nove contos, a maior parte deles escritos do ponto de vista de uma criança são frequentemente surrealistas e místicos, foi galardoado com o prémio da "Associação do Conto em Língua Turca". Para o crítico literário Fethi Naci, esses contos representam um dos primeiros exemplos do realismo mágico.[carece de fontes?]
Em 1965 fundou a cinemateca turca (''Türk Sinematek Derneği), instituição de que foi diretor até 1976. A sua atividade na cinemateca valeu-lhe a atribuição da Medalha de Mérito da Polónia. Em 1982 foi um dos co-fundadores do Festival Internacional de Cinema de Istambul. Em 1994 foi agraciado com o grau de cavaleiro da Ordem das Artes e Letras do Ministério da Cultura de França.
Fundou, foi diretor e colaborador de várias revistas, principalmente ligadas ao cinema, a primeira delas fundada em 1956.
Morreu em 11 de janeiro de 1995 em consequência dos ferimentos sofridos durante os ataques bombistas ocorridos em 30 de dezembro de 1994 no café do Hotel Marmara, em Taksim, Istambul. Está sepultado no Cemitério Aşiyan Asri, onde se encontram sepultados muitos outros intelectuais turcos.

## Obra
[carece de fontes?]

### Poesia
- Peralı Bir Aşk Için Divan (Divã para uma amor em Pera), 1981
- Unutulmuş Kent (Cidade esquecida), 1986, traduzido para francês como La Ville Oubliée, publicado pela editora Royaumont

### Ensaio e contos
- Ishak, 1959; coleção de contos
- Yeter ki Kararmasin (Apenas não deixes escurecer), 1984
- Sinema Bir Senliktir (O Cinema é uma festa), 1985
- Bahar Isyancidir ("A primavera é rebelde" ou "Rebeldes da primavera"), 1986
- Gundemdeki Sanatci, 1995
- Gundemdeki Konu, 1995

### Filmografia

#### Guiõess
- Yer Çekimli Aşklar, 1995
- Hakkari'de Bir Mevsim (Uma estação em Hakkari), 1983; baseado no romance 'O', de Ferit Edgu, cujo título em inglês é  A Season in Hakkari e em alemão Eine Saison in Hakkari; o filme foi realizado por Erden Kiral
- Hazal (lit.: Perigo), 1979; realizado por Ali Özgentürk
- Yusuf ile Kenan, 1979; realizado por Ömer Kavur

#### Produtor
- Robert's Movie, 1992
- Kuyucakli Yusuf
- Menekse Koyu (lit: Violeta escura), 1991
- Turkuaz (lit: Turquesa); documentário
- Simurg; documentário

#### Ator
- Yilmaz Güney: Adana-Paris, 1995

## Prémios
[carece de fontes?]

Ishak, 1959
- Associação do Conto em Língua Turca

Hakkari'de Bir Mevsim (Uma estação em Hakkari), 1983
- Menção honrosa C.I.C.A.E.
- Prémio FIPRESCI (Fédération Internationale de la Presse Cinématographique)
- Prémio Interfilm — concurso cinematográfico Otto Dibelius
- Urso de Prata, prémio especial do júri do Festival de Berlim
- Nomeação para um Urso de Ouro no Festival de Berlim

Hazal, 1990
- Festival Internacional de Cinema de San Sebastián — melhor novo realizador, Ali Özgentürk
- Festival de Cinema de Prades — primeiro prémio
- Festival de Cinema de Mannheim — ducat de ouro, prémio do júri ecuménico, prémio do público

Yusuf ile Kenan, 1979
- Festival de Cinema de Milão